# جامع الأغوات
جامع الأغوات أو يسمى (مسجد أبو عبيدة الجراح)، وهو من مساجد العراق التاريخية الأثرية حيث يعود تاريخ بناؤه إلى عام 1114هـ/1702م، ويقع في منطقة باب الجسر، قرب الميدان وأقرب نقطة دالة هي الجسر القديم.
ويعد هذا الجامع من الجوامع التراثية التي بناها الجليليون قبل أن يتولوا حكم الموصل وشيد على يد خليل أغا وإبراهيم أغا وإسماعيل أغا وهم أولاد عبد الجليل أغا الذي كان من أمراء عائلة الجليلي، وتبلغ مساحة الجامع 2500م2 ويوجد داخل الحرم محفل للقراء والقبة فخمة وكبيرة وتقع على أربعة قبب صغيرة يحيطها ثماني قبب كبيرة أخرى على شكل غرف وهي مكملات للحرم الكبير ويتألف المصلى من ثلاثة أقسام والمحراب الذي في المصلى من أجمل وأنفس المحاريب التي بنيت في الموصل بعد السنة الألف للهجرة، ويتألف من إسطوانتين يستند عليهما قوس واجهة المحراب، أما المنبر فهو غني بالزخارف البارزة في الرخام وهو من المنابر الجميلة في مدينة الموصل، أما المنارة فهي مبنية من الآجر وتقع غرب المصلى وبين باب المصلى والمحراب الذي يقع في شمالهِ لوح من المرمر كتبت عليهِ أبيات شعر تؤرخ لبناء الجامع منها:
والجامع مستلم من قبل ديوان الوقف السني في العراق وحالته مضبوطة وتقام فيه صلاة الجمعة والصلوات الخمس، ويبلغ عدد المصلين في هذا الجامع بين (50) و(100) مصلٍ تقريبا ًفي كل فريضة، وتقام فيه دورات لأجل تحفيظ القرآن في العطلة الصيفية للمدارس.
ويحتوي الجامع على مدرسة دينية وهي عبارة عن غرفة مثمنة الشكل وقد أرخ بناؤها ملا جرجيس بن درويش الموصلي في أبيات من الشعر، ولم تزل الأبيات مكتوبة على حجر مثبت في صدر المدرسة، ومجموع حروف الشطر الثاني من كل بيت منها هو تاريخ إنشاء هذه المدرسة في سنة 1114هـ.